# Sinclairville

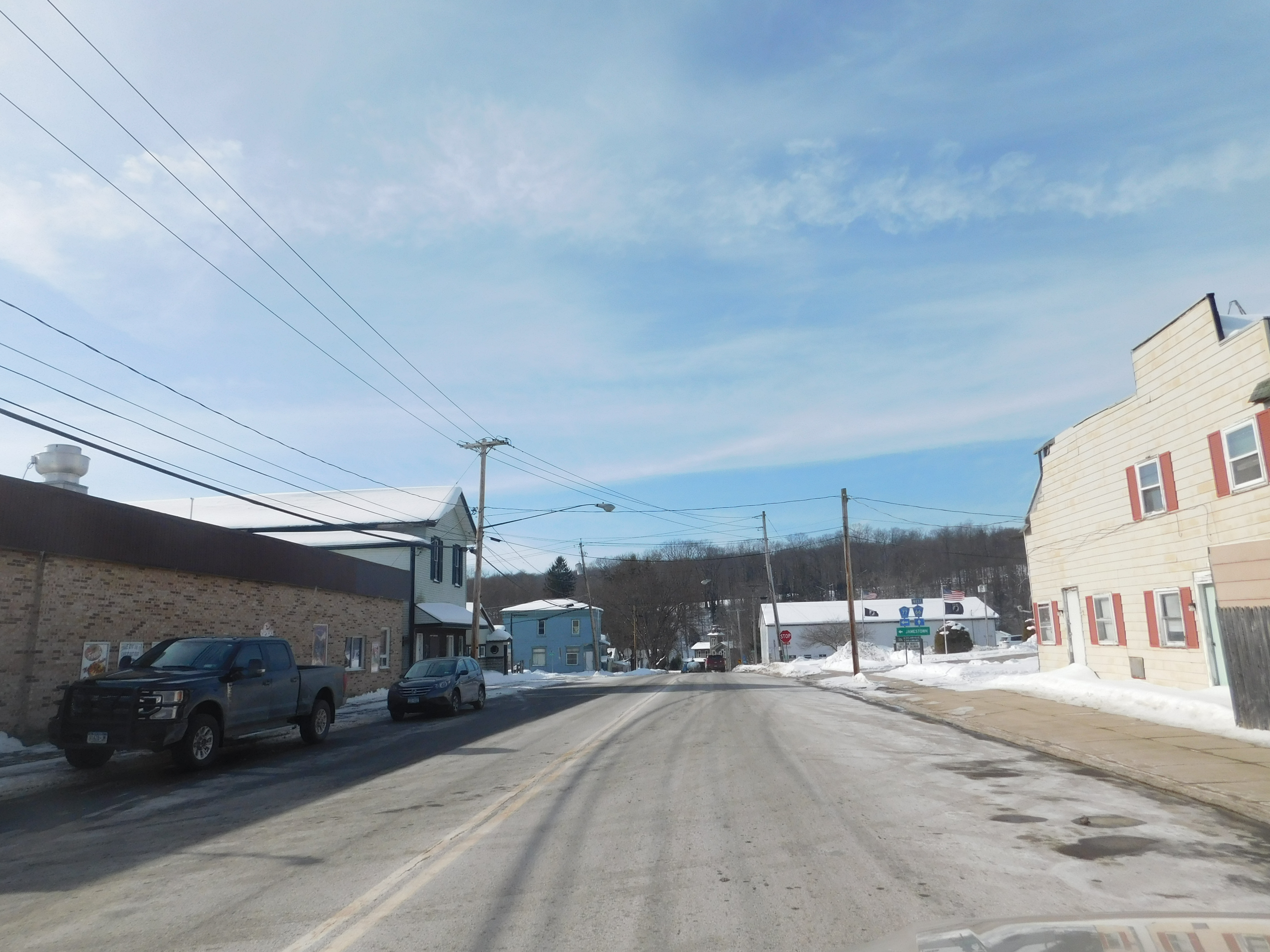
Imatge de la població de Sinclairville.

Sinclairville és una població dels Estats Units a l'estat de Nova York. Segons el cens del 2000 tenia 665 habitants.

## Demografia
Segons el cens del 2000, Sinclairville tenia 665 habitants, 268 habitatges, i 173 famílies. La densitat de població era de 159,5 habitants per km².
Dels 268 habitatges en un 29,9% hi vivien nens de menys de 18 anys, en un 51,9% hi vivien parelles casades, en un 9% dones solteres, i en un 35,1% no eren unitats familiars. En el 29,5% dels habitatges hi vivien persones soles el 18,7% de les quals corresponia a persones de 65 anys o més que vivien soles. El nombre mitjà de persones vivint en cada habitatge era de 2,48 i el nombre mitjà de persones que vivien en cada família era de 3,05.
Per edats la població es repartia de la següent manera: un 26,2% tenia menys de 18 anys, un 9% entre 18 i 24, un 26,2% entre 25 i 44, un 22% de 45 a 60 i un 16,7% 65 anys o més.
L'edat mediana era de 36 anys. Per cada 100 dones de 18 o més anys hi havia 88,8 homes.
La renda mediana per habitatge era de 26.625 $ i la renda mediana per família de 32.955 $. Els homes tenien una renda mediana de 34.167 $ mentre que les dones 23.958 $. La renda per capita de la població era de 14.415 $. Entorn del 21,2% de les famílies i el 22,6% de la població estaven per davall del llindar de pobresa.